# ABC (신문)

ABC 로고.

ABC는 스페인의 신문이다. 스페인에서 세번째로 가장 많이 판매되는 신문이자, 마드리드 발행 신문으로는 가장 오래된 신문이다. 《엘 파이스》, 《엘 문도》와 함께 스페인의 3대 신문으로 꼽힌다.

## 역사
《ABC》는 1903년 1월 1일 마드리드에서 토르콰토 루카에 의해 창간되었다. 발행처는 신문 창간자 중 한 명이었던 루카 데 테나가 대표로 있는 프레사 에스파뇰라였다. 처음에는 주간지로 출발해 1905년에 일간지로 전환하였다. 1928년에는 마드리드판과 세비야판으로 나뉘었다. 세비야판의 이름은 《ABC 데 세비야》 (ABC de Sevilla)였다.
1936년 7월 20일 스페인 내전이 발발한 직후 공화당 정부는 《ABC》 마드리드판을 정간시키고, 신문의 정치성향을 공화파 지지로 바꿔 놓았다. 같은 해 잡지 《블란코 이 네그로》가 창간되어 신문 부록으로 삼았다. 마드리드와는 별개로 있던 《ABC》 세비야판은 프랑코파를 지지했다. 1939년 마드리드판 《ABC》는 프란시스코 프랑코의 지시로 원래 발행인의 손으로 돌아갔다. 이 기간 동안 《ABC》는 《라 반과르디아》와 함께 스페인의 주요 일간지 중 하나였다.
70~80년대 들어서 《ABC》는 국민동맹, 나중에는 국민당과 밀접한 관계를 맺었다. 1990년대에는 《ABC》의 발행처가 에디토리알 에스파뇰라로 바뀌었다. 이후 마드리드 파세오 데 라 카스테야나에 있던 본사를 이전했고, 지금은 그자리에 쇼핑몰이 들어섰다. 현재는 보센토 그룹에 인수되어 《엘 코레오 에스파뇰》,《엘 디아리오 바스코》,《라 베르다드》,《라스 프로빈차스》 등의 언론사와 함께 발행되고 있다.
2009년 9월 25일에는 온라인 아카이브 서비스를 시작했다. 1903년 창간부터 현재까지의 모든 기사를 읽을 수 있으며, 스페인 내전과 프란시스코 프랑코 사망 기사도 읽어볼 수 있다.

## 특징

### 발행
《ABC》는 컴팩트판 크기로 발행된다. 때문에 타블로이드판으로 된 대다수 스페인 신문들, 이를테면 《엘 페이스》나 《엘 문도》와 비교했을 때 크기가 확실히 작다. 그리고 1면 사진을 풀사이즈로 키워 구별하는 것이 주된 특징이다.
《ABC》는 대체로 보수적인 시각과 스페인 국왕을 옹호하는 성향인 것으로 알려져 있다. 또 우파적 성향을 띠고 있다. 1983년부터 1997년까지 편집장을 맡은 루이스 마리아 안손은 이보다 더 보수적인 성향의 독자들을 위한 일간지 《라 라손》을 창간하기도 했다.
예로부터 사진을 많이 활용하는 신문으로 유명하며, 1면은 전체 크기의 3분의 1을 사진으로 채우는 것이 보통이다. 최근에는 스페인 문화와 미술 관련 보도가 첫머리에 실릴 때가 많다.

### 발행부수와 구독자수
1970년 2월, 《ABC》의 발행부수는 212,536부였다. 1975년 2월에는 178,979부로 줄었고, 1976년에는 171,382부, 1977년에는 145,162부, 1978년에는 126,952부로 계속해서 줄었다. 1980년 2월에는 135,380부로 반짝 상승했다.
이후로는 발행부수가 점차 늘어나, 1993년의 발행부수는 334,317부로 스페인에서 두번째로 많이 팔리는 신문이 되었다. 1994년에도 발행부수 321,571부로 2위 자리에 다시 올랐다. 이듬해인 1995년과 1996년에도 321,573부를 기록해 2위 자리를 유지했다.
그러나 2000년대 들어서 발행부수는 다시 감소해, 2001년에는 292,000부, 2002년에는 262,874부를 기록했다. 2003년에는 263,000부로 네번째로 많이 팔리는 신문이 되었다. 한편 2006년 유로피언 비즈니스 리더십 서베이의 조사에 따르면 《ABC》의 발행 구독자수는 5,685명에 달했다. 2006년 6월부터 2007년 7월까지의 발행부수는 230,422부였으며 2008년에는 228,258부를 기록했다. 2010년 6월에서 2011년 6월까지는 243,154부를 기록하였다.